# Bomarea andimarcana
Bomarea andimarcana är en alströmeriaväxtart som först beskrevs av Herb., och fick sitt nu gällande namn av John Gilbert Baker. Bomarea andimarcana ingår i släktet Bomarea och familjen alströmeriaväxter.

## Underarter
Arten delas in i följande underarter:
- B. a. andimarcana
- B. a. densifolia